# 2012 في المكسيك
فيما يلي قوائم الأحداث التي وقعت خلال عام 2012 في المكسيك.

## أحداث
- 20 مارس – زلزال جيريرو أواكساكا 2012
- 1 يوليو – الانتخابات العامة المكسيكية 2012

## سياسة

### تعيين في المنصب
- 1 ديسمبر – أنجليكا ريفيرا First ladies and gentlemen of Mexico [الإنجليزية]‏.
- 1 ديسمبر – إنريكه بينيا نييتو رئيس المكسيك.

### انتهاء فترة المنصب
- 1 ديسمبر – فيليبي كالديرون رئيس المكسيك.

## برامج ومسلسلات وأنمي
- ملاذ الحب

## وفيات

### مارس
- 10 مارس – خوليو سيزار غونزاليس (مواليد 1976) ملاكم مكسيكي.

### أبريل
- 1 أبريل – ميغيل دي لا مدريد (مواليد 1934)
- 28 أبريل – ريجينا مارتينيز (مواليد 1963) صحفية مكسيكية.